# Scrainwood
Scrainwood är en ort i civil parish Alnham, i grevskapet Northumberland i England. Orten är belägen 20 km från Alnwick. Scrainwood var en civil parish 1866–1955 när det uppgick i Alnham. Civil parish hade 16 invånare år 1951.